# Lijst van rijksmonumenten in Ermelo (gemeente)
De gemeente Ermelo telt 94 inschrijvingen in het rijksmonumentenregister. Hieronder een overzicht. 

## Drie
De plaats Drie telt 5 inschrijvingen in het rijksmonumentenregister.
| Object                          | Oorspronkelijke functie? | Bouwjaar                    | Architect | Locatie          | Coördinaten?                  | Nr.?  | Afbeelding        |
| ------------------------------- | ------------------------ | --------------------------- | --------- | ---------------- | ----------------------------- | ----- | ----------------- |
| 't Boshuis                      | Boerderij                | 1765 (jaartalanker)         |           | Sprielderweg 205 | 52° 15' 52" NB, 5° 40' 40" OL | 15363 | Meer afbeeldingen |
| Terrein waarin twee grafheuvels | Archeologisch monument   | Neolithicum en/of Bronstijd |           |                  | 52° 16' 35" NB, 5° 39' 38" OL | 45483 | Upload foto       |
| Grafheuvel                      | Archeologisch monument   | Neolithicum en/of Bronstijd |           |                  | 52° 16' 17" NB, 5° 39' 53" OL | 45485 | Upload foto       |
| Terrein waarin twee grafheuvels | Archeologisch monument   | Neolithicum en/of Bronstijd |           |                  | 52° 16' 9" NB, 5° 39' 42" OL  | 45486 | Upload foto       |
| Terrein waarin twee grafheuvels | Archeologisch monument   | Neolithicum en/of Bronstijd |           |                  | 52° 15' 42" NB, 5° 40' 16" OL | 45490 | Upload foto       |

## Ermelo
De plaats Ermelo telt 30 inschrijvingen in het rijksmonumentenregister. Zie Lijst van rijksmonumenten in Ermelo (plaats) voor een overzicht.

## Leuvenum
De plaats Leuvenum telt 7 inschrijving in het rijksmonumentenregister.
| Object           | Oorspronkelijke functie? | Bouwjaar                    | Architect | Locatie                                 | Coördinaten?                  | Nr.?   | Afbeelding        |
| ---------------- | ------------------------ | --------------------------- | --------- | --------------------------------------- | ----------------------------- | ------ | ----------------- |
| Grafheuvel       | Archeologisch monument   | Neolithicum en/of Bronstijd |           |                                         | 52° 18' 21" NB, 5° 43' 48" OL | 45497  | Upload foto       |
| Huis te Leuvenum | Kasteel, buitenplaats    | 1921-1923                   |           | Jonkheer Doctor C J Sandbergweg 60      | 52° 17' 55" NB, 5° 43' 28" OL | 523863 | Huis te Leuvenum  |
| Huis te Leuvenum | Tuin, park en plantsoen  | 1921-1923                   |           | Jonkheer Doctor C J Sandbergweg bij 60  | 52° 17' 55" NB, 5° 43' 30" OL | 523864 | Upload foto       |
| Huis te Leuvenum | Tuin, park en plantsoen  | 1921-1923                   |           | Jonkheer Doctor C J Sandbergweg bij 60  | 52° 17' 55" NB, 5° 43' 30" OL | 523865 | Meer afbeeldingen |
| Ullerberg        | Kasteel, buitenplaats    | 1911-1913                   |           | Jonkheer Doctor C J Sandbergweg 101     | 52° 18' 1" NB, 5° 42' 19" OL  | 523867 | Ullerberg         |
| Ullerberg        | Dienstwoning             | 1913                        |           | Jonkheer Doctor C J Sandbergweg 101     | 52° 18' 1" NB, 5° 42' 19" OL  | 523868 | Ullerberg         |
| Ullerberg        | Erfscheiding             | 1911-1913                   |           | Jonkheer Doctor C J Sandbergweg bij 101 | 52° 17' 51" NB, 5° 41' 35" OL | 523869 | Upload foto       |

## Speuld
De plaats Speuld telt 7 inschrijvingen in het rijksmonumentenregister.
| Object | Oorspronkelijke functie? | Bouwjaar                    | Architect | Locatie           | Coördinaten?                  | Nr.?  | Afbeelding                    |
| --- | ------------------------ | --------------------------- | --------- | ----------------- | ----------------------------- | ----- | ----------------------------- |
| Grafheuvel | Archeologisch monument   | Neolithicum en/of Bronstijd |           |                   | 52° 15' 52" NB, 5° 39' 24" OL | 45489 | Upload foto                   |
| Terrein waarin vier grafheuvels | Archeologisch monument   | Neolithicum en/of Bronstijd |           |                   | 52° 16' 15" NB, 5° 41' 20" OL | 45491 | Upload foto                   |
| Grafheuvel | Archeologisch monument   | Neolithicum en/of Bronstijd |           |                   | 52° 15' 56" NB, 5° 41' 39" OL | 45492 | Upload foto                   |
| Terrein waarin vier grafheuvels | Archeologisch monument   | Neolithicum en/of Bronstijd |           |                   | 52° 16' 52" NB, 5° 42' 40" OL | 45493 | Upload foto                   |
| Terrein waarin vier grafheuvels | Archeologisch monument   | Neolithicum en/of Bronstijd |           |                   | 52° 16' 1" NB, 5° 43' 16" OL  | 45494 | Upload foto                   |
| Terrein waarin 23 grafheuvels | Archeologisch monument   | Neolithicum en/of Bronstijd |           |                   | 52° 15' 10" NB, 5° 41' 20" OL | 45495 | Terrein waarin 23 grafheuvels |
| Mooi gelegen hoeve met rieten wolfdak en vensters met luiken en kleine roedenverdeling. Op het erf goede roedenbergen en wagenschuren | Boerderij                | waarschijnlijk 18e eeuw     |           | Garderenseweg 180 | 52° 16' 11" NB, 5° 42' 12" OL | 15368 | Meer afbeeldingen             |

## Staverden
De plaats Staverden telt 45 inschrijvingen in het rijksmonumentenregister. Zie Lijst van rijksmonumenten in Staverden voor een overzicht.
Aalten ·
Apeldoorn ·
Arnhem ·
Barneveld ·
Berg en Dal ·
Berkelland ·
Beuningen ·
Bronckhorst ·
Brummen ·
Buren ·
Culemborg ·
Doesburg ·
Doetinchem ·
Druten ·
Duiven ·
Ede ·
Elburg ·
Epe ·
Ermelo ·
Harderwijk ·
Hattem ·
Heerde ·
Heumen ·
Lingewaard ·
Lochem ·
Maasdriel ·
Montferland ·
Neder-Betuwe ·
Nijkerk ·
Nijmegen ·
Nunspeet ·
Oldebroek ·
Oost Gelre ·
Oude IJsselstreek ·
Overbetuwe ·
Putten ·
Renkum ·
Rheden ·
Rozendaal ·
Scherpenzeel ·
Tiel ·
Voorst ·
Wageningen ·
West Betuwe ·
West Maas en Waal ·
Westervoort ·
Wijchen ·
Winterswijk ·
Zaltbommel ·
Zevenaar ·
Zutphen